# Vex
Vex je obec ve švýcarském kantonu Valais. Je hlavním sídlem okresu Hérens. Žije zde přibližně 1 800 obyvatel. 

## Geografie
Vex leží na západní straně údolí řeky Dixence, přítoku řeky Borgne, která se z jihu vlévá do Rhôny. Obec se skládá z vesnic a osad Vex, Les Collons, Les Prasses, Thyon a Ypresses. Sousedními obcemi Vexu jsou na severu hlavní město kantonu Sion, na východě Mont-Noble, na jihovýchodě Saint-Martin, na jihu Hérémence a na jihozápadě Nendaz.

## Historie

Vex (1955)

Vex byl pravděpodobně součástí panství Bramois, které král Sigismund v roce 515 údajně daroval opatství Saint-Maurice. Kolem roku 1100 přešla obec na katedrální kapitulu v Sionu, kde zůstala až do roku 1798; od té doby ji spravoval jistý Meier (správce či rychtář). První zmínka pochází přibližně ze 12. století pod názvem Ves.
Mezi držitele léna patřily rodiny de la Tour a Tavelli. Těm patřil hrad, z něhož se dochovala osmiboká věž ze 13. století. Od 14. století patřil Vex k okresu Sion, v roce 1798 byl přiřazen k okresu Hérémence a v roce 1815 k okresu Hérens. Farnost Vex existovala od 11. století; Hérémence se od ní oddělila v roce 1438 a Les Agettes v roce 1965. Výstavba několika vodovodů (bisses), včetně hlavního Le grand bisse de Vex, doloženého v roce 1453, napomohla pěstování obilí, které bylo od konce 19. století postupně nahrazováno chovem dobytka. Díky silničnímu spojení s údolní rovinou podél Rhôny, které vzniklo v roce 1862, se Vex zpočátku rozvíjel jako letovisko a po vybudování lyžařských stanic Les Collons od 50. let 20. století a Thyon od 70. let 20. století jako středisko zimních sportů. Cestovní ruch a blízkost Sionu významně přispěly k nárůstu počtu obyvatel od poloviny 20. století.

## Obyvatelstvo

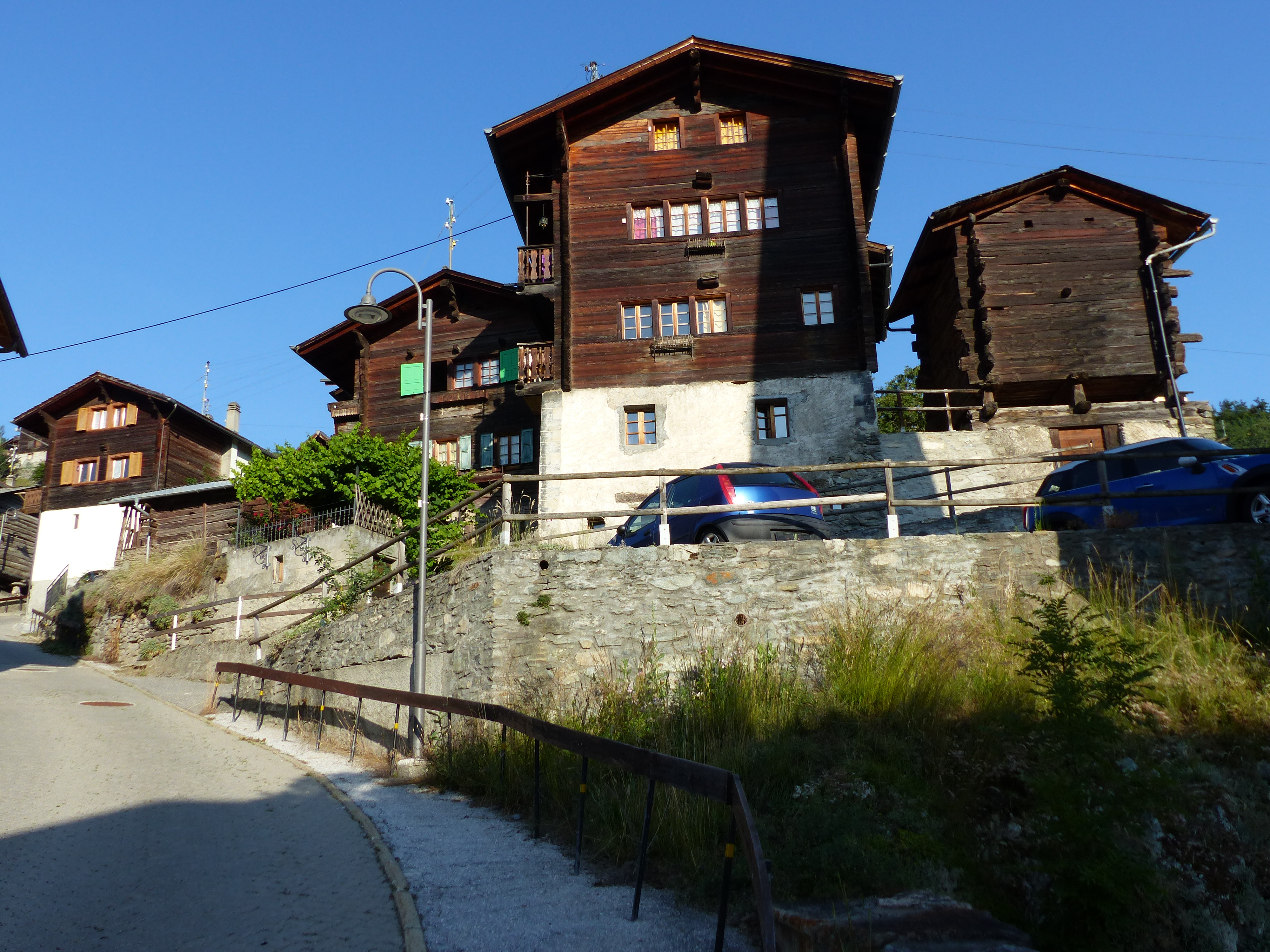
Historické domy v obci

| Rok            | 1850 | 1900 | 1950 | 2000 | 2016 |
| Počet obyvatel | 798  | 957  | 855  | 1311 | 1813 |

## Doprava
Hlavní silnice 206 spojuje Sion s údolím Val d’Hérens a vede kolem Vexu. Vex leží na trase poštovní autobusové linky Sion – Vex – Evolène – Les Haudères.